# 勝俣恒久
勝俣 恒久（かつまた つねひさ、1940年3月29日 - 2024年10月21日）は、日本の実業家。
東京電力代表取締役会長、同社代表取締役社長（第10代）、電気事業連合会会長、日本原燃株式会社会長、日本原子力発電取締役などを歴任。福島第一原子力発電所事故発生当時に東京電力代表取締役会長を務めた。

## 来歴
東京府東京市出身で、のちに代々木ゼミナール創設者の一人となる勝俣久作の四男である。世田谷区立太子堂中学校、東京都立新宿高等学校、東京大学経済学部をそれぞれ卒業し、1963年に東京電力へ入社する。
新日本製鐵元副社長で九州石油元会長の勝俣孝雄は兄、丸紅元社長の勝俣宣夫は弟で、3人は産業界で勝俣三兄弟として知られ、ほかに日本道路公団元理事の勝俣邦道、東京大学名誉教授勝俣鎮夫がいる。
2024年10月21日に死去した。84歳没。

## 業績
業界で「合理主義者」として知られ、1980年代の第二次石油危機に料金課長として大口需要家の猛反対を押し切り電気料金を5割値上げした。社長時代に、原子力発電所の検査で予定よりも早く作業を終えた下請企業に支払う報奨金制度を廃止した。
2002年10月に原発データ改竄事件で引責辞任した南直哉から東京電力社長を後継する。先代の南と同じ企画畑出身で、電力自由化に対応し、通信分野の本格参入を手掛けた。原発データ改竄事件の際は、社内調査委員会の委員長を務めた。社長就任後は独占事業に温む社員に競争意識を促した。
「カミソリ勝俣」と揶揄された社長在職時は、社内改革、特に原子力発電部門を含む部門交流に尽力したが、先代に続き多くの不祥事が露呈して周囲に「そろそろ疲れてきた」と漏らすが、他電力事業者へ影響を案じて自身の進退に苦慮した。2008年2月に柏崎刈羽原子力発電所の不祥事で、経済産業大臣甘利明から深夜に厳重注意を受けたのちに引責辞任したが、代表権を保持して東京電力代表取締役会長に就いた。
電気自動車の普及を図るCHAdeMO（チャデモ）協議会で初代会長を務めた。
福島第一原子力発電所事故後の2011年6月に、日本原子力発電の取締役に就き東京電力取締役会長退任後も継続したが、2013年6月の人事で退任して東京電力関連の全役職から退任となり、下河辺和彦会長及び廣瀬直己社長ら新経営陣の旧経営陣に対する決別の意志表示とされた。
2012年6月27日の株主総会で、福島第一原子力発電所事故により西沢俊夫社長、皷紀男副社長、藤本孝副社長らとともに役員を退任して東京電力社友となる。

## 発言
- 「肩書にあぐらをかくのではなく、プレーヤーとして動くことが求められている」（企画部長時代）[20]
- 「ピンチのとき入社した社員は伸びる」（2003年の入社式での挨拶）[21]
- 「当社は10年に一度の猛暑に見舞われても電力が安定供給できる体制を整えている。発電所がすべて正常に稼働するのが前提だが、事故などに備えて、予測されるピーク需要よりも3%多く発電できるよう発電所を整備している」[22]
- 「当社の最大電力に占めるピークシフト電力の比率は5%と、世界一の水準だ。それに今後、電力卸売供給（売電）で、安くて品質が良い電気を買えるようになれば、設備投資の抑制につながるだろう」[22]
- 「発電所は、電力が必要になってから建設しても間に合わない。良質の電気を安定供給するために、10年、20年先の電力需要を見越して発電所の整備を進めることが肝要だ」[22]
- 「安全・安定運転が地元の人の信頼を得るための基本。ヒューマンエラーの再発防止に心がけて欲しい」[23]
- 「これまで発電所建設では効率化より信頼度に比重が多少寄っていたことは確かだ。信頼度が多少危うくなっても値下げを追求するよう発想を変えた。今つくる発電所はコストPで負けませんよ」[24]
- 「発電所の長に全責任があり、本社はアドバイザー的な機能を持っているだけだ」（原発データ改竄事件で）[25]
- 「原子力については、われわれもとにかく情報を全部出していますので、逆に不安に思われやすい面もありますが情報を隠さないことで長期的に信頼を培うしか有りません」[26]
- 勝俣と皷紀男東電副社長は東日本大震災当日、日中の経済交流を進める石原萠記主催の「愛華訪中団」の一員として中国にいた。2011年3月30日の記者会見において、マスコミ幹部に対する接待旅行ではないかとの問に対して「全額東電負担ではない。詳細はよく分からないが、たぶん、多めには出していると思う」「マスコミ幹部というのとは若干違う。OBの研究会、勉強会の方々。誰といったかはプライベートの問題なので」「責任者の方によく確認して対応を考えさせていただきたい。2～3日中にどういうことになっているか照会したい」と述べた[27]。照会結果はいまだ公表されていない。
- 2011年6月28日の株主総会において、福島第一原子力発電所事故について「補償に関して、今回の事故は史上まれな津波と地震に見舞われました。原子力損害賠償責任法の第三条第一項のただし書きにある、異常な天変地異に当たります。しかしながら、異常に巨大な天変地異に当たるかについては専門家の意見が分かれるうえ、免責を（東電が）主張すれば、多くの方と長期に裁判になります。その間、国の支援なければ、被害者救済はならず、当社も事業できなくなります。当社が原賠法の免責にあたるとしても、このような事故引き起こした当事者として、重く受け止め、被害者救済をはかると考えています」[28]と発言、一部の反原発運動家の株主から「原賠法の異常な災害というのは、事業者が勝手に決められるのか」と激しく追及されることとなった。「賠償責任が無いような言い方をして、賠償金払いますというのは、（賠償金は）施しですか」という質問にも特に否定しなかった[29]。
- 福島第一原発事故の最中、自衛隊統合幕僚監部運用部長であった廣中雅之に対して「自衛隊に原子炉の管理を任せます」と切り出した。これに対して、廣中は、「そんなことができるわけがない」と切り反した（ETV特集「原発事故“最悪のシナリオ”～そのとき誰が命を懸けるのか～」（2021年3月10日））。

## 役職
- 1963年4月：東京電力（株）入社
- 1981年5月：同社営業部（課長待遇）電気事業連合会事務局派遣
- 1983年7月：企画部調査課長
- 1985年7月：企画部企画課長
- 1987年7月：企画部副部長
- 1988年7月：神奈川支店高島通営業所長
- 1991年2月：企画部副部長
- 1993年6月：企画部長
- 1996年6月：取締役企画部長
- 1997年6月：取締役企画部担任兼業務管理部担任兼総務部担任
- 1998年6月：常務取締役
- 1999年6月：代表取締役副社長
- 2001年6月：代表取締役副社長新事業推進本部長
- 2002年10月：東京電力第10代代表取締役社長[2]
- 2002年：日本経済団体連合会評議員会副議長（2002年 - 2005年）
- 2004年5月：（社）日本経済団体連合会副会長（2004年 - 2008年）
- 2005年4月：電気事業連合会会長（2005年 - 2008年）
- 2005年4月：日本原燃会長（2005年 - 2008年）[30]
- 2006年6月：KDDI株式会社取締役(2006年6月 - 2011年6月)
- 2006年12月：日本棋院の理事[31]
- 2008年6月：東京電力代表取締役会長
- 2009年1月：安全保障と防衛力に関する懇談会（防衛大綱有識者会議）座長（麻生内閣時代）[32]
- 2009年3月：経済危機克服のための「有識者会合」のメンバー
- 2010年3月：CHAdeMO（チャデモ）協議会の初代会長（2010年3月 - 2011年8月）[33][34]
- 2010年10月：行政刷新会議 政府の物品調達のあり方などを見直す公共サービス改革分科会会長代理（2010年10月）
- 2011年6月：日本原子力発電株式会社取締役(2011年6月 - 2013年6月)[13][15]
- 2013年4月：一般社団法人 日本電気協会の理事長[35]
- 2013年9月：公益財団法人 日本科学技術振興財団の理事[36]
- 2014年4月：財団法人ジョン万次郎ホイットフィールド記念 国際草の根交流センター（CIE）の顧問（2014年4月現在）[37]
- 日本経済調査協議会理事長

## エピソード
- 座右の銘は「ケ セラ セラ」[38]、好きな言葉は「明日があるさ」。
- 趣味は囲碁で日本棋院の理事である。東電OL殺人事件で被害者女性の直属上司であった。
- 福島第一原子力発電所の事故で、東電幹部や政府関係者が業務上過失致死傷などの容疑で東京地検や福島地検などに告訴・告発された。事件を移管された東京地検は2013年9月、全員42人を不起訴処分としたが、10月、告訴団は不起訴処分を不服として東電元幹部6人を検察審査会に審査申立てし、2014年7月、東京第五検察審査会は、勝俣恒久元会長ら3人を「起訴相当」と議決し、2015年1月、再捜査した東京地検は再び不起訴処分とし、7月、検察審査会はふたたび、3人を起訴すべきだと議決し、2016年2月、検察官役の指定弁護士が3人を業務上過失致死傷罪で強制起訴し、2019年9月、東京地裁（永渕健一裁判長）は3人全員に無罪判決を言い渡した。また、この一件を巡り反原発団体等の運動が過激化し私邸にまで大挙押し寄せる事態が発生した為、私邸前に私人としては異例の警備派出所が設置されていた[39]。指定弁護士は判決を不服として控訴したが、2023年1月、東京高裁（細田啓介裁判長）は1審判決を支持し控訴を棄却した[40]。指定弁護士は判決を不服として上告した[41]。2024年10月に勝俣が死去したのを受け、最高裁は11月13日付で裁判を打ち切る公訴棄却を決定した[42][43]。